# Don Memorario
Don Memorario es el nombre de una historieta de Lukas (Renzo Pecchenino, 1934-1988) que apareció a fines de la década del setenta en el diario El Mercurio de Santiago de Chile.

## Antecedentes
Don Memorario trataba de dos amigos (él y Don Florencio Aldunate) que no podían evitar hacer asertivos, y, a veces, ácidos comentarios respecto de algún tema en particular. Era una historieta imperdible en esos años.

## Personajes
- Don Memorario: era un elegante señor, ya mayor, quien conversaba acerca de la actualidad y, al igual que su amigo, Florencio Aldunate, añoraba los tiempos pasados.
- Don Florencio Aldunate        : era el prototipo del aristócrata de principios del siglo veinte, enfundado en un antiguo, pero elegante traje, sombrero de la época y un infaltable monóculo en su ojo izquierdo.